# Maxillaria cymbidioides
Maxillaria cymbidioides là một loài thực vật có hoa trong họ Lan. Loài này được Dodson, J.T.Atwood & Carnevali mô tả khoa học đầu tiên năm 1997.